# Liptó vármegye
Liptó (szlovákul Liptov, latinul Liptoviensis, Lyptoviensis, Liptaviensis, Liptovium, németül Liptau, lengyelül Liptów) a Magyar Királyság közigazgatási területe, vármegyéje volt. Jelenleg területe Észak-Szlovákiában található. A terület mára közigazgatási egységét elvesztette, a névvel a történelmi régióra, ill. az egykori vármegyére való utalásként találkozhatunk.

## Földrajz
Liptó Ausztria Galícia nevű tartományával, valamint Árva-, Turóc-, Zólyom-, Gömör-Kishont- és Szepes vármegyékkel volt határos. A vármegye a Vág felső folyásánál, a Liptói-havasok és az Alacsony-Tátra között terült el. (A Liptói-havasok a Tátra nyugati, nagyobb kiterjedésű része, szemben a keletebbre fekvő Magas-Tátrával, melynek csúcsai magasabbak, alapterülete azonban kisebb.) Területe 1910 körül 2247 km² volt.
A volt vármegye területén manapság a Zsolnai kerületben a Rózsahegyi járás és a Liptószentmiklósi járás osztozik. A két járás szinte teljes egészében megfelel az egykori Liptó vármegyének, két kivétellel:
- ma a Rózsahegyi járáshoz tartozik az egykori Árva vármegyéhez tartozó Oláhdubova falu;

- az egykor a vármegye keleti oldalán található három falu (Teplicska, Csorba és Csorbató) jelenleg az Eperjesi kerület Poprádi járásához tartozik.

## Megyeszékhelyek
A vármegye székhelye a liptói vár, később Németlipcse volt. 1677-től a megye székhelye Liptószentmiklós volt.

## Lakosság
Népessége 1891-ben 76 850 fő, népsűrűsége 34 fő/km² volt.
A lakosság etnikai összetétele (1891):
- 72 067 (93,78%) szlovák
- 2568 fő (3,34%) német
- 1771 fő (2,30%) magyar

A vármegyében nem volt szlovák iskola, csak magyar.

## Története
Liptó mint vármegye a 15. század előtt alakult. 1920-ban Liptó vármegye az újonnan alakult Csehszlovákia része lett.
A második világháború alatt, amikor Csehszlovákia ideiglenesen feldarabolódott, Liptó a független Szlovákia része lett. A második világháború után ismét Csehszlovákiához tartozott. 1993 óta ismét Szlovákia része.

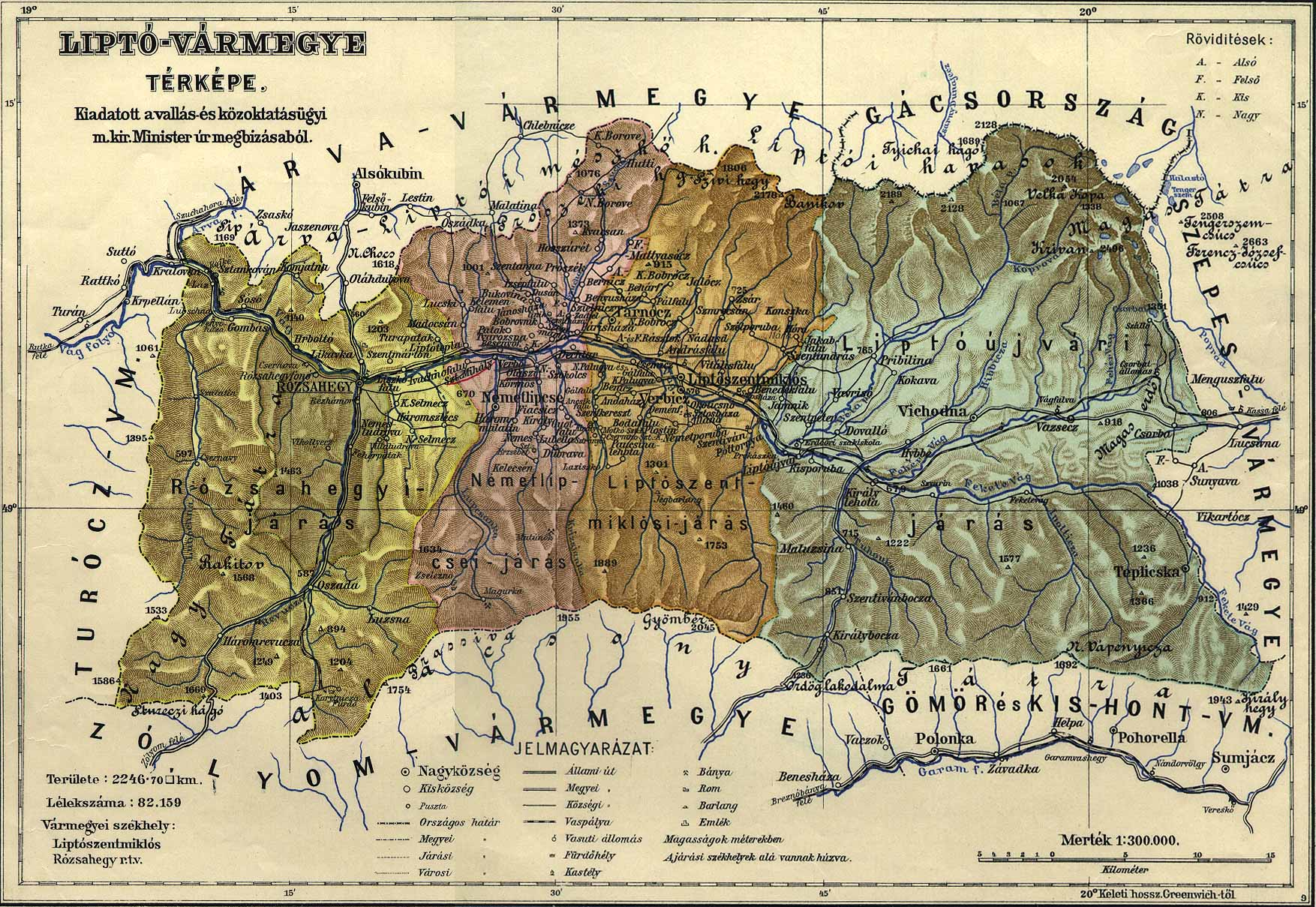
Liptó vármegye közigazgatási térképe 1910-ből

## Közigazgatás

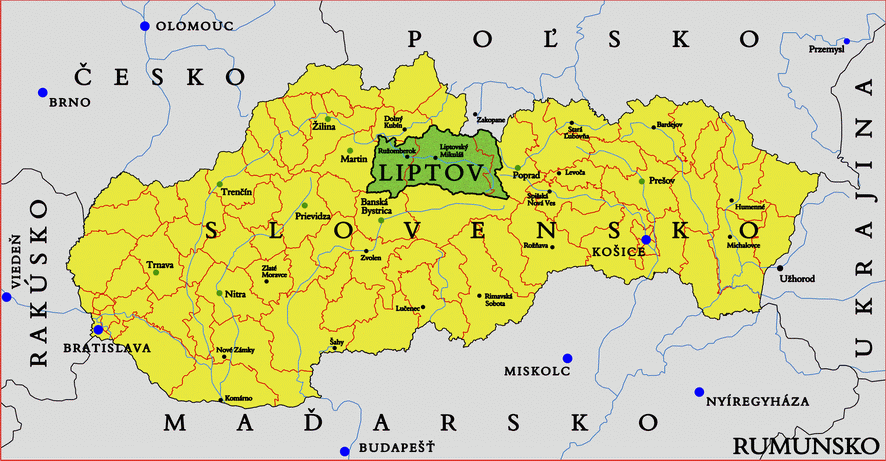
Az egykori Liptó vármegye fekvése a mai Szlovákián belül

### Járási beosztás
Liptó vármegye a 19. század közepéig általában négy, majd három járásra oszlott, ezek határai azonban gyakran változtak. 1886-tól volt a járásoknak a vármegye által kijelölt állandó székhelye, addig a főszolgabíró mindenkori lakhelye számított a székhelynek. Ekkortól kezdve három járás állt fenn folyamatosan változatlan székhellyel, és egy negyedik működött 1886-tól 1893-ig, illetve 1907 után, azonban e negyedik járás neve, székhelye és területe más volt 1893 előtt és 1907 után.
A megye járásai az alábbiak voltak (zárójelben 1886 utáni állandó székhelyeik).
1. Liptószentmiklósi járás (Liptószentmiklós)
2. Liptóújvári járás (Liptóújvár)
3. Rózsahegyi járás (Rózsahegy)
4. Olaszi járás (Tepla), 1886-ban alakult és 1893-ban megszűnt
5. Németlipcsei járás (Németlipcse), 1907-ben alakult

Meg kell jegyezni, hogy az 1890-es évekig a járások elnevezésének többféle nyelvi és helyesírási változatával is lehetett találkozni, továbbá mivel a vármegye hivatalos helyneveinek végleges megállapítására soha nem került sor, ezért a járási székhelyeknek is többféle névváltozata létezett.

### Városai
A vármegye egyetlen rendezett tanácsú városa Rózsahegy volt 1908-tól.